# 10th Anniversary Special Set「未来の続けかた」
『10th Anniversary Special Set 「未来の続けかた」』（テンス・アニバーサリー・スペシャル・セット・みらいのつづけかた）は、SUPER BEAVERの1作目のライブ映像作品。2016年10月12日に[NOiD]/murffin discsから発売された。

## 概要
2016年4月10日に東京Zepp DiverCityにて行われたSUPER BEAVER 10周年〆「都会のラクダSP～スーパーフィーバー～」のライブ映像を収録。
LIVE DVD単体として発売するのは初めてで、当日のセットリストをそのまま全曲収録した2時間を超える作品となっており、特典映像として当日の舞台裏の模様が約30分ほど収録されている。
ボーカル渋谷龍太が初めて書き下ろした小説「都会のラクダ」（SUPER BEAVERの結成から現在までを書き綴った全208ページ）も今回のセットに同封されている。

## 収録曲
1. →
  - 3rdフルアルバム収録曲
2. 361°
  - 3rdフルアルバム収録曲
3. 鼓動
  - 3rdフルアルバム収録曲
4. 言えって
  - 4thフルアルバム収録曲
5. ことば
  - 7thシングル表題曲
6. 歓びの明日に
  - 4thシングル表題曲
7. あなた
  - 3rdフルアルバム収録曲
8. シアワセ
  - 3rdシングル表題曲
9. 深呼吸
  - 1stシングル表題曲
10. らしさ
  - 6thシングル表題曲
11. 日常サイクル
  - 1stミニアルバム収録曲
12. your song
  - 2ndフルアルバム収録曲
13. 人として
  - 5thフルアルバム収録曲
14. 青い春
  - 9thシングル表題曲
15. ルール
  - 2ndフルアルバム収録曲
16. うるさい
  - 8thシングル表題曲
17. 証明
  - 4thフルアルバム収録曲
18. 東京流星群
  - 4thミニアルバム収録曲
19. ありがとう
  - 3rdフルアルバム収録曲
20. 愛する
  - 4thフルアルバム収録曲

≪アンコール≫
1. 秘密
  - 5thフルアルバム収録曲
2. ILP
  - 4thフルアルバム収録曲